# And the Glass Handed Kites
And The Glass Handed Kites é um disco da banda de rock dinamarquesa Mew, de 2005.
| Críticas profissionais                                                      | Críticas profissionais |
| Avaliações da crítica                                                       | Avaliações da crítica  |
| Fonte                                                                       | Avaliação              |
| --------------------------------------------------------------------------- | ---------------------- |
| Drowned in Sound                                                            | (9/10)                 |
| PopMatters                                                                  | (7/10)                 |
| Esta tabela precisa de ser acompanhada por texto em prosa. Consulte o guia. |                        |

## Faixas
1. Circuitry of the Wolf (2:45)
2. Chinaberry Tree (3:33)
3. Why Are You Looking Grave? (3:50)
4. Fox Cub (1:15)
5. Apocalypso (4:46)
6. Special (3:12)
7. The Zookeeper's Boy (4:43)
8. A Dark Design (3:29)
9. Saviours of Jazz Ballet (Fear Me, December) (3:18)
10. An Envoy to the Open Fields (3:40)
11. Small Ambulance (1:05)
12. The Seething Rain Weeps for You (Uda Pruda) (4:18)
13. White Lips Kissed (6:45)
14. Louise Louisa (7:20)